# Mims (Rapper)
Mims (* 21. März 1981 in Washington Heights, Manhattan, New York; eigentlich Sean Mims) ist ein US-amerikanischer Rapper.

## Biografie
Mims wurde als Sohn einer aus Jamaika eingewanderten Familie geboren. 2006 wurde er von dem Plattenlabel EMI/Capitol Records unter Vertrag genommen. Mit seiner Debütsingle This Is Why I’m Hot erreichte er im März 2007 die Spitze der US-amerikanischen Billboard-Charts. Sein erstes Album ist am 27. März 2007 erschienen, wurde allerdings wegen einer vom Rapper Bushido erwirkten Verfügung zeitweise aus dem Handel zurückgezogen und erscheint als Re-Release mit einer anderen Covergestaltung neu. Grund für die Verfügung war die Silhouette von Bushido, die auf Mims CD das "I" darstellte, im Original jedoch Bushidos „Deutschland gib mir ein Mic“ DVD ziert.

## Diskografie

### Studioalben
| Jahr | Titel              | Höchstplatzierung, Gesamtwochen, AuszeichnungChartplatzierungen (Jahr, Titel, Platzierungen, Wochen, Auszeichnungen, Anmerkungen) | Höchstplatzierung, Gesamtwochen, AuszeichnungChartplatzierungen (Jahr, Titel, Platzierungen, Wochen, Auszeichnungen, Anmerkungen) | Höchstplatzierung, Gesamtwochen, AuszeichnungChartplatzierungen (Jahr, Titel, Platzierungen, Wochen, Auszeichnungen, Anmerkungen) | Höchstplatzierung, Gesamtwochen, AuszeichnungChartplatzierungen (Jahr, Titel, Platzierungen, Wochen, Auszeichnungen, Anmerkungen) | Höchstplatzierung, Gesamtwochen, AuszeichnungChartplatzierungen (Jahr, Titel, Platzierungen, Wochen, Auszeichnungen, Anmerkungen) | Anmerkungen                         |
| Jahr | Titel              | DE | AT | CH | UK | US | Anmerkungen                         |
| ---- | ------------------ | --- | --- | --- | --- | --- | ----------------------------------- |
| 2007 | Music Is My Savior | — | — | — | — | US4 (18 Wo.)US | Erstveröffentlichung: 27. März 2007 |
| 2009 | Guilt              | — | — | — | — | US53 (3 Wo.)US | Erstveröffentlichung: 7. April 2009 |

Mixtapes
- 2007: The Future
- 2008: More Than Meets the Eye
- 2008: Crazy Shotta
- 2011: Open Bars
- 2012: Fuck Yo Feelings

### Singles
| Jahr | Titel Album                            | Höchstplatzierung, Gesamtwochen, AuszeichnungChartplatzierungen (Jahr, Titel, Album, Platzierungen, Wochen, Auszeichnungen, Anmerkungen) | Höchstplatzierung, Gesamtwochen, AuszeichnungChartplatzierungen (Jahr, Titel, Album, Platzierungen, Wochen, Auszeichnungen, Anmerkungen) | Höchstplatzierung, Gesamtwochen, AuszeichnungChartplatzierungen (Jahr, Titel, Album, Platzierungen, Wochen, Auszeichnungen, Anmerkungen) | Höchstplatzierung, Gesamtwochen, AuszeichnungChartplatzierungen (Jahr, Titel, Album, Platzierungen, Wochen, Auszeichnungen, Anmerkungen) | Höchstplatzierung, Gesamtwochen, AuszeichnungChartplatzierungen (Jahr, Titel, Album, Platzierungen, Wochen, Auszeichnungen, Anmerkungen) | Anmerkungen                                                  |
| Jahr | Titel Album                            | DE | AT | CH | UK | US | Anmerkungen                                                  |
| ---- | -------------------------------------- | --- | --- | --- | --- | --- | ------------------------------------------------------------ |
| 2007 | This Is Why I’m Hot Music Is My Savior | DE55 (9 Wo.)DE | — | CH75 (4 Wo.)CH | UK18 (8 Wo.)UK | US1 ×2Doppelplatin + Platin (Mastertone) · (23 Wo.)US                                                                                    | Erstveröffentlichung: 23. Januar 2007                        |
| 2007 | Like This Music Is My Savior           | — | — | — | UK82 (1 Wo.)UK | US32 Gold · (20 Wo.)US | Erstveröffentlichung: 10. April 2007 Backing Vocals Rasheeda |
| 2008 | Move (If You Wanna) Guilt              | — | — | — | — | US61 Gold · (13 Wo.)US | Erstveröffentlichung: 12. Oktober 2008                       |